# Poděbrady
Poděbrady (prononcer : /ˈpoɟɛbradɪ/) est une ville et une station thermale du district de Nymburk, dans la région de Bohême-Centrale, en République tchèque. Sa population s'élevait à 15 156 habitants en 2024.

## Étymologie
Le nom de la ville est issu du tchèque « pode brody » (sous le gué), marquant l'existence ancienne d'un passage sur l'Elbe.

## Géographie
Poděbrady se trouve à 8 km au sud-est de Nymburk et à 50 km à l'est de Prague.
La commune est limitée par Budiměřice et Křečkov au nord, par Pátek, Choťánky et Libice nad Cidlinou à l'est, par Oseček, Pňov-Předhradí et Sokoleč au sud, et par Vrbová Lhota, Písková Lhota, Kovanice et Nymburk à l'ouest.

## Histoire
Un château fort est érigé au XIIIe siècle par Ottokar II de Bohême. Il passe ensuite aux seigneurs de Kunštát. Le chef de guerre hussite et futur roi de Bohême, Georges de Poděbrady, y naît le 6 avril 1420.
En 1472, Poděbrady reçoit le statut de ville et un blason.

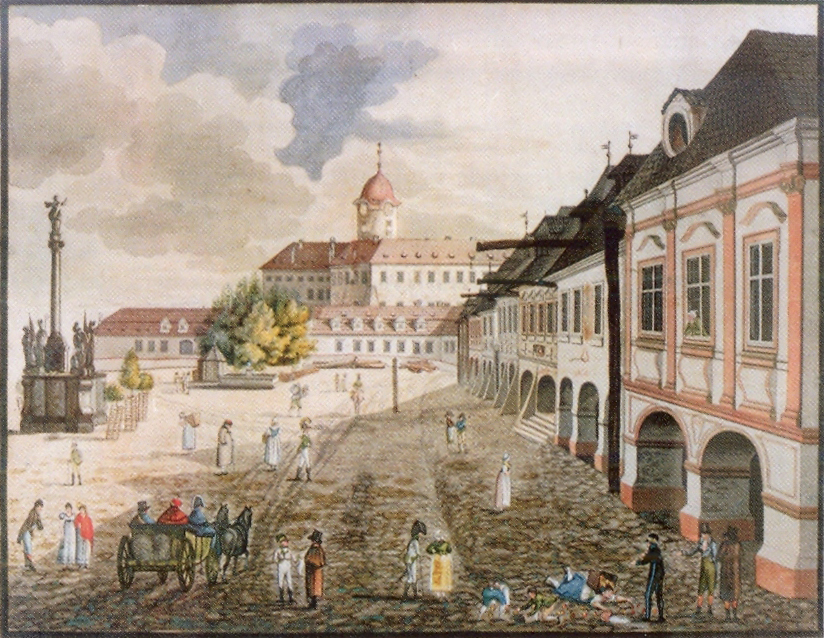
Place principale à la fin du XVIIIe siècle.
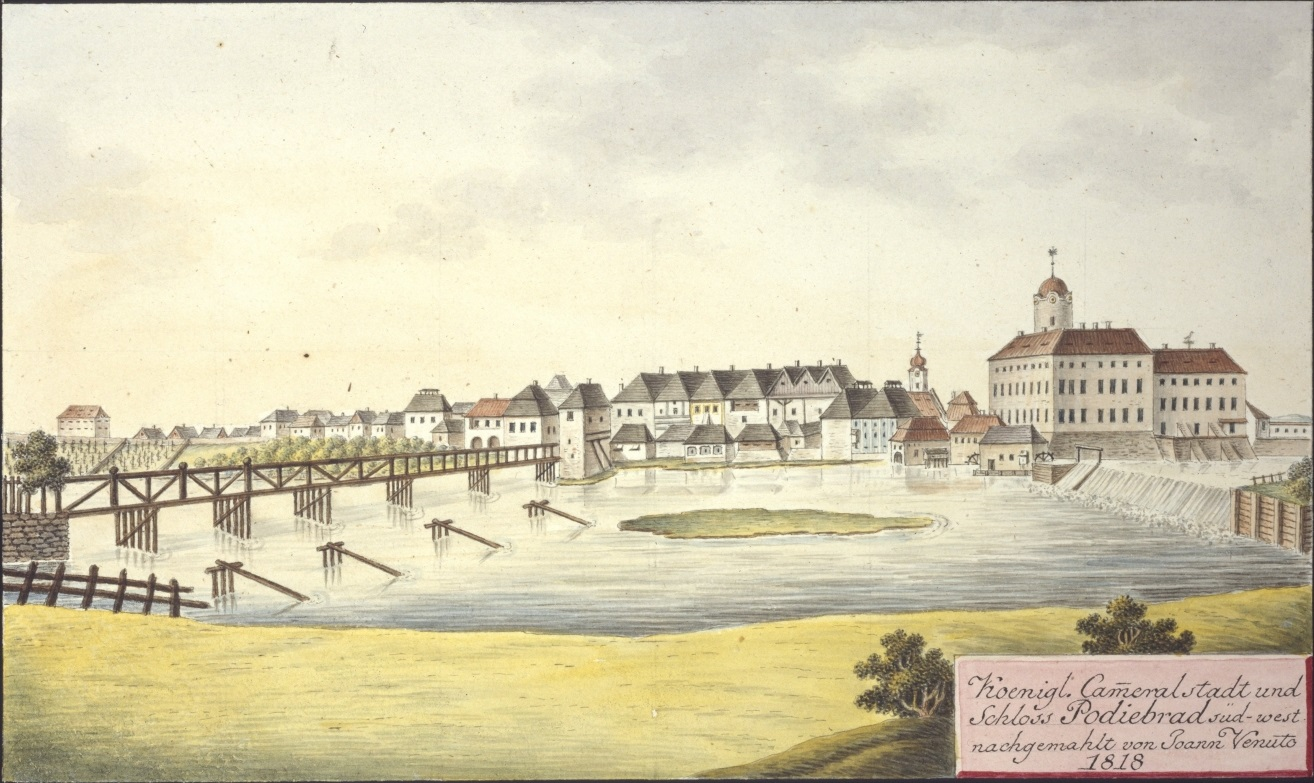
Poděbrady en 1818, par Joann Venuto.

Jusqu'en 1918, la ville de Podebrad - Poděbrady (anciennement Podiebrad) fait partie de la monarchie autrichienne (empire d'Autriche), puis Autriche-Hongrie (Cisleithanie après le compromis de 1867), chef-lieu du district de même nom, l'un des 94 Bezirkshauptmannschaften en Bohême. Un bureau de poste séparé est ouvert en 1853 à la gare.
En 1905, le prince allemand von Bülow, sourcier visionnaire, y décèle une source qui est forée à 97,6 mètres sous terre. C'est le début de l'activité thermale de la ville dont les eaux sont bonnes, en particulier, pour le traitement des maladies cardio-vasculaires. Quelque 15 000 patients venus prendre les eaux y séjournent annuellement.
La ville est située à proximité du circuit d'essai de Velim.

## Population
Recensements ou estimations de la population de la commune dans ses limites actuelles :
| 1869* | 1880* | 1890* | 1900* | 1910* | 1921* |
| ----- | ----- | ----- | ----- | ----- | ----- |
| 4 976 | 5 736 | 6 096 | 6 738 | 7 165 | 7 589 |

| 1930* | 1950*  | 1961*  | 1970*  | 1980*  | 1991*  |
| ----- | ------ | ------ | ------ | ------ | ------ |
| 8 967 | 12 414 | 13 162 | 13 353 | 13 782 | 13 213 |

| 2001*  | 2011*  | 2015   | 2016   | 2017   | 2018   |
| ------ | ------ | ------ | ------ | ------ | ------ |
| 13 364 | 14 133 | 14 142 | 14 219 | 14 025 | 14 111 |

| 2019   | 2020   | 2021   | 2022   | 2023   | 2024   |
| ------ | ------ | ------ | ------ | ------ | ------ |
| 14 186 | 14 377 | 14 469 | 14 317 | 14 902 | 15 156 |

## Administration
La commune se compose de cinq sections :
- Kluk
- Poděbrady
- Polabec
- Přední Lhota
- Velké Zboží

## Galerie

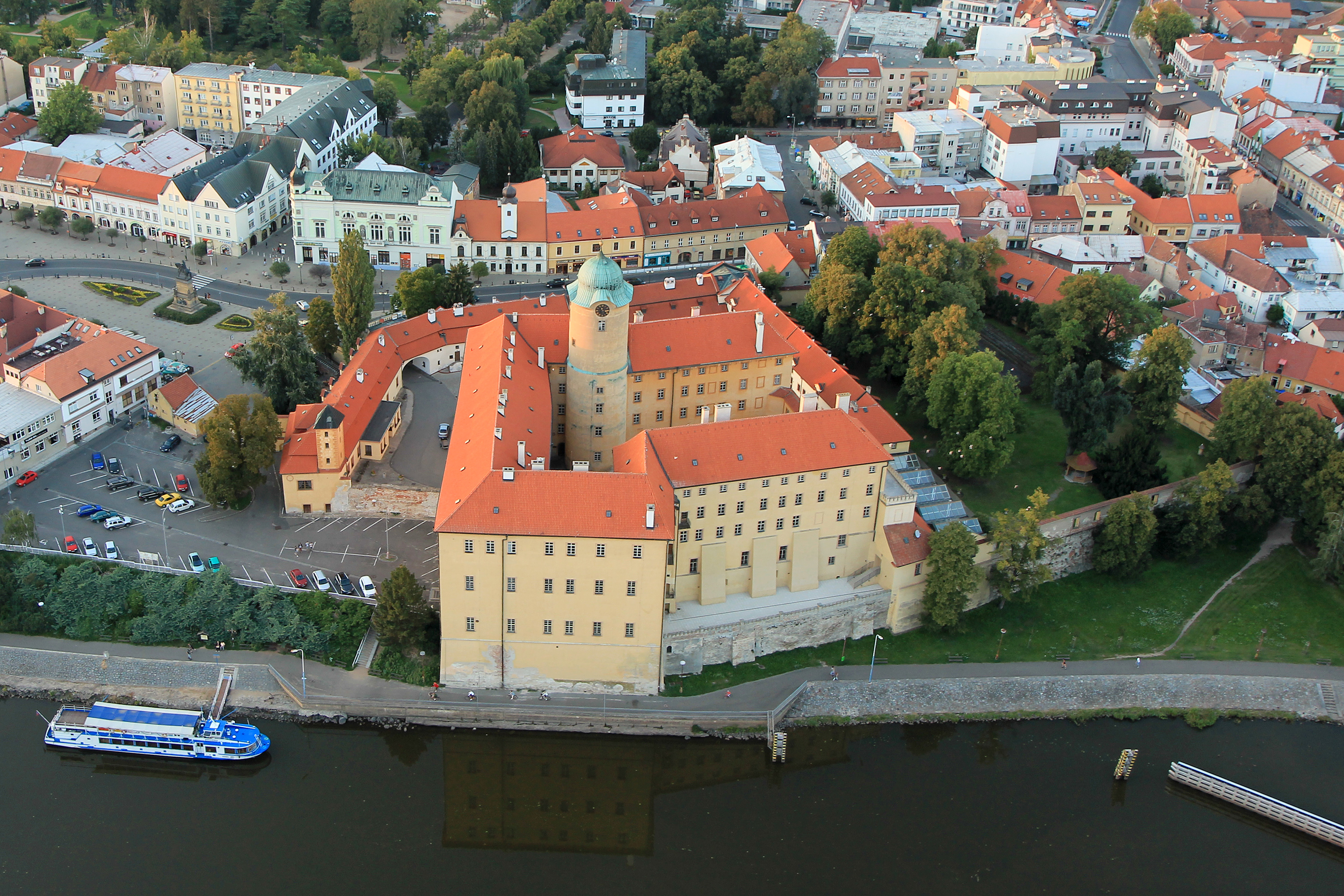
Château de Poděbrady.
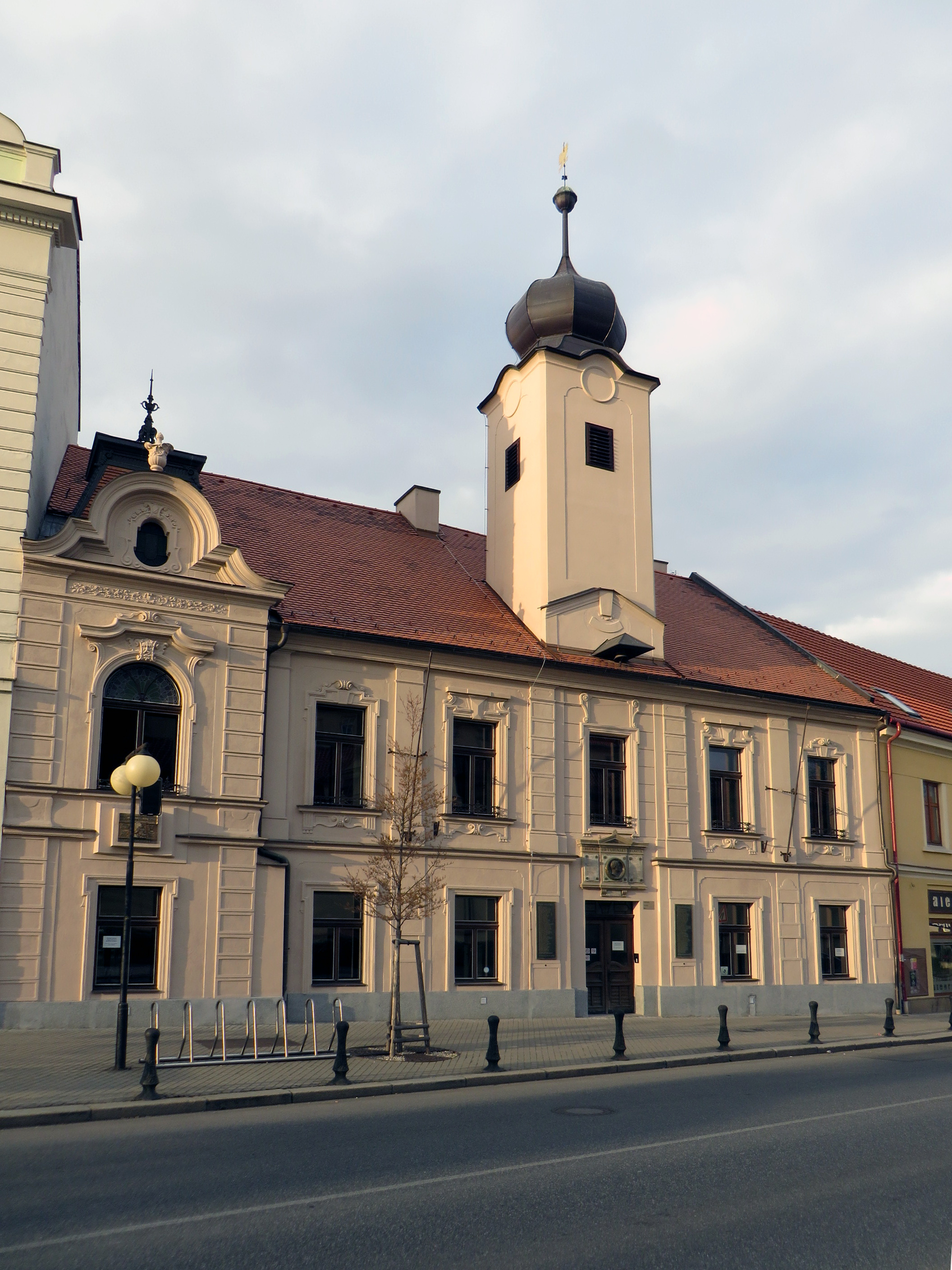
Hôtel de ville.

## Transports
Par la route, Poděbrady se trouve à 9 km de Nymburk, à 17 km de Kolín et à 64 km de Prague. Poděbrady est reliée à Prague par l'autoroute D11, dont la sortie no 39 (Kluk) se trouve à 4 km du centre-ville.

## Personnalités
- Rudolf Fuchs (1890-1942), écrivain tchécoslovaque, né à Poděbrady et mort en exil à Londres
- Franz Kafka était issu d’une riche famille de Poděbrady

## Sports
Le Golf Club Poděbrady, créé en 1961, offre un parcours de 18 trous, long de 5 840 m.

## Jumelages
- Piešťany (Slovaquie)
- Sousse (Tunisie) depuis 1969
- Vertou (France)